# Úbrež
Úbrež – wieś (obec) na Słowacji położona w kraju koszyckim, w powiecie Sobrance. Pierwsze wzmianki o miejscowości pochodzą z 1337 roku.
Według danych z dnia 31 grudnia 2012 roku, wieś zamieszkiwało 709 osób, w tym 359 kobiet i 350 mężczyzn.
W 2001 roku rozkład populacji względem narodowości i przynależności etnicznej wyglądał następująco:
- Słowacy – 97,82%
- Romowie – 0,78%
- Polacy – 0,31%
- Niemcy – 0,16%

Ze względu na wyznawaną religię struktura mieszkańców kształtowała się w 2001 roku następująco:
- Katolicy rzymscy – 51,33%
- Grekokatolicy – 18,25%
- Prawosławni – 28,39%
- Ewangelicy – 0,16%
- Ateiści – 0,31%
- Nie podano – 0,16%